# Marissa Meyer
Marissa Meyer (Tacoma, 19 de fevereiro de 1984) é uma romancista norte-americana. Grande parte de sua bibliografia é centrada em recontagens de contos de fadas. Ela é mais conhecida por sua série de livros: Crônicas Lunares, que inclui seu romance de estreia de 2012, Cinder .

## Biografia

### Infância e educação
Meyer nasceu em Tacoma, Washington e frequentou a Pacific Lutheran University, onde se formou em Escrita Criativa e Literatura Infantil. Mais tarde, ela frequentou a Pace University e recebeu um mestrado em publicação. Ao crescer, Meyer admite que tinha um grande amor por contos de fadas e um de seus programas favoritos era Sailor Moon, ambos os quais mais tarde impactaram na criação do seu livro Cinder. Meyer também diz que seu amor pelos super-heróis a ajudou na criação da série de livros Renegades. Em entrevista ao Los Angeles Times, ela disse que tentou seu primeiro romance quando tinha dezesseis anos.

### Carreira
Antes de escrever Cinder, Meyer escreveu fanfics de Sailor Moon por dez anos sob o pseudônimo de Alicia Blade. Ela também escreveu uma novela intitulada The Phantom of Linkshire Manor sob seu pseudônimo. Em entrevista ao The News-Tribune, ela disse que escrever fan fiction a ajudou a aprender a arte de escrever, deu-lhe feedback instantâneo e ensinou-a a receber críticas. Depois de se formar na faculdade e antes de escrever Cinder, Meyer trabalhou como editora de livros e tipógrafa e revisora freelancer.
Meyer afirma que inicialmente se inspirou para escrever Cinder depois de participar do concurso National Novel Writing Month de 2008, onde escreveu uma história com foco em uma versão futurística de O Gato de Botas. A ideia surgiu de um sonho em que Cinderela era um ciborgue e seu pé saiu, em vez do seu sapato, no baile.  Crônicas Lunares é uma série de quatro livros com volumes baseados nas histórias de Cinderela, Chapeuzinho Vermelho, Rapunzel e Branca de Neve. O primeiro livro, Cinder, foi um best-seller do New York Times. Em 2015, a série vendeu mais de 651.000 cópias.

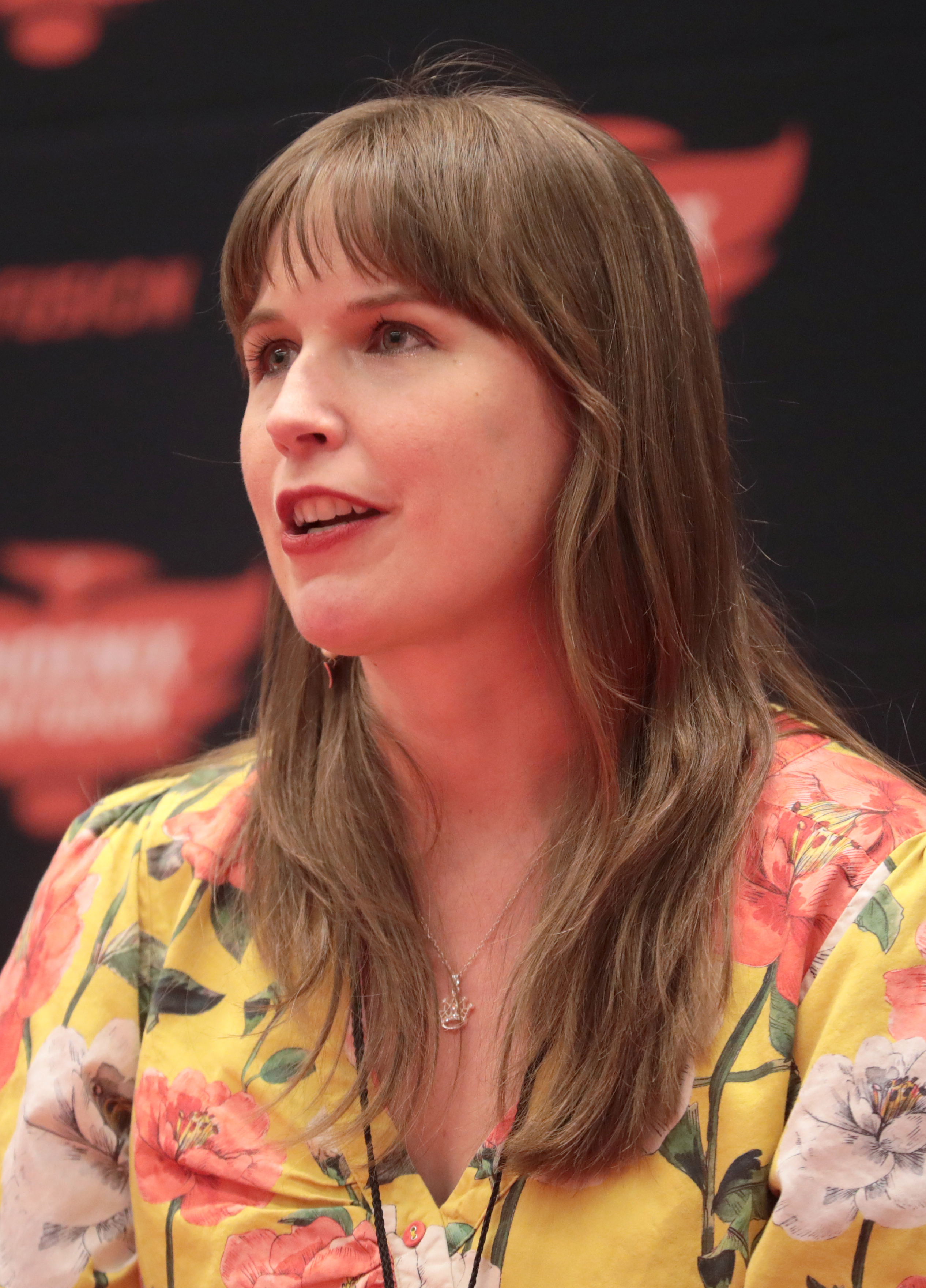
Marissa Meyer em 2022 na convenção Phoenix Fan Fusion

A trilogia de livros Renegades foi inspirada pela leitura errada de um letreiro e impactada por seu amor por super-heróis enquanto ela crescia. Renegades foi lançado em novembro de 2017 e se tornou o segundo livro mais vendido do New York Times em novembro.

### Vida pessoal
Marissa Meyer é casada com Jesse Taylor. Em 2015, ela e o marido adotaram suas filhas gêmeas, Sloane e Delaney. Juntos, eles moram em Tacoma, Washington, o lugar onde Meyer cresceu. Taylor é um carpinteiro muito habilidoso e construiu para Marissa Meyer um estúdio de escrita em estilo de conto de fadas em seu quintal, completo, com estantes do chão ao teto.

### Crônicas Lunares
- Cinder (2012)
- Scarlet (2013)
- Cress (2014)
- Winter (2015)

#### Livros relacionados
- Fairest (2015) prequela no Brasil: Levana (Rocco, 2017)
- Stars Above (2016) antologia
- Wires and Nerve, Volume 1 (2017) graphic novel, ilustrada por Douglas Holgate
- Wires and Nerve, Volume 2: Gone Rogue (2018) graphic novel, ilustrada por Stephen Gilpin
- Cinder’s Adventure: Get Me to the Wedding! (2022) e-book interativo
- The Lunar Chronicles livro de colorir

### TrilogiaRenegades
- Renegades (2017) no Brasil: Renegados (Rocco, 2020)
- Archenemies (2018) no Brasil: Arqui-inimigos (Rocco, 2021)
- Supernova (2019) no Brasil: Supernova (Rocco, 2022)

### SérieGilded
- Gilded (2021) no Brasil: Áureo (Rocco, 2022)
- Cursed (2022) no Brasil: Maldição (Rocco, 2023)

### Livros isolados
- Heartless (2016) no Brasil: Sem Coração (Rocco, 2018)
- Instant Karma (2020) no Brasil: Instant karma: Amor, Caos e Destino (Rocco, 2022)
- With a Little Luck (a publicar, 2024)

### Contos
- "Gold in the Roots of the Grass" em A Tyranny of Petticoats, editado por Jessica Spotswood (2016)
- "The Sea Witch" in Because You Love to Hate Me: 13 Tales of Villainy, editado por Amerie (2017)
- "The Phantom of Linkshire Manor" (2021)

### Editado
- Serendipity: Ten Romantic Works, Transformed (2022)